# Frontier Myanmar
Frontier Myanmar est un magazine bimensuel birman fondé en juillet 2015.

## Histoire
Il a été fondé en 2015 par Sonny Swe (Myat Swe), qui avait auparavant co-fondé en 2000 le Myanmar Times, et qui fut emprisonné de 2004 à 2013 pour son travail au journal lors de la purge suivant l'éviction du général Khin Nyunt par Than Shwe. Lors de sa libération, Sonny Swe regrettait de ne pas être libéré en même temps que son père, un officier du renseignement militaire condamné à une peine de 152 ans de prison. À la suite de l'abolition de la censure en 2012 par Thein Sein, Sonny Swe avait aussi travaillé pour un média birman indépendant, Mizzima News, qu'il avait quitté à cause de désaccords portant sur les questions financière et humaine
En juin 2017, le magazine a reçu une subvention de l'ambassade des Pays-Bas pour produire un podcast (Doh Athan trad. litt. : Notre Voix) sur le thème des droits de l'homme, en partenariat avec la Fondation Hirondelle, une organisation de journalistes qui crée et soutient des médias indépendants en zones de crises.
Le magazine a aussi reçu des subventions de Google News Initiative et de International Media Support.

## Récompenses
En 2018, il a reçu un Human Rights Press Award, et plusieurs autres.